# Casa Domènech i Estapà
La casa Domènech i Estapà è un edificio che si trova a Barcellona in Carrer de València 241, vicino alla Rambla de Catalunya.
L'architetto Josep Domènech i Estapà acquistò parte di un lotto più ampio appartenuto a Evarist Juncosa (il proprietario di Casa Juncosa) e nel 1908 presentò il progetto al Consiglio Comunale, per costruire una residenza per la sua famiglia.
L'edificio presenta alcune finestre molto belle ed una distribuzione asimmetrica della facciata in mattoni con dei bovindi su un lato compensati da una fila di finestre sull'altro. Si tratta di una composizione molto insolita per gli edifici dell'Eixample, lontana dallo stile catalano prevalente e che segue uno stile “pre-modernista” con una composizione ispirata alle tendenze classiche più vicine allo Art Nouveau dell’Europa centrale.
La casa è stata successivamente ristrutturata dal figlio Josep Domènech i Mansana, anche lui architetto, che aggiunse due piani e un frontone modernista pur rispettando pienamente la struttura originale.